# Đảo chính Ai Cập 2013
Cuộc đảo chính tại Ai Cập 2013 là cuộc đảo chính của quân đội lần thứ hai trong lịch sử Ai Cập. Nó được thi hành ngày 3 tháng 7 năm 2013 dưới sự chỉ đạo của vị chỉ huy quân đội và cũng là bộ trưởng quốc phòng Abd al-Fattah as-Sisi. Cuộc lật đổ chính quyền xảy ra sau những cuộc biểu tình của dân chúng nhiều ngày liên tiếp tại nhiều nơi ở Ai Cập để đòi tổng thống Mohamed Morsi từ chức.

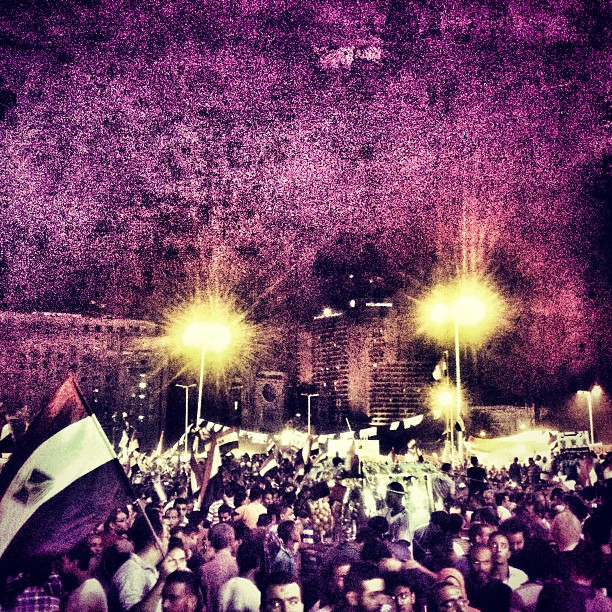
Biểu tình chống Morsi tháng 6 năm 2013 tại Ai Cập

## Bối cảnh

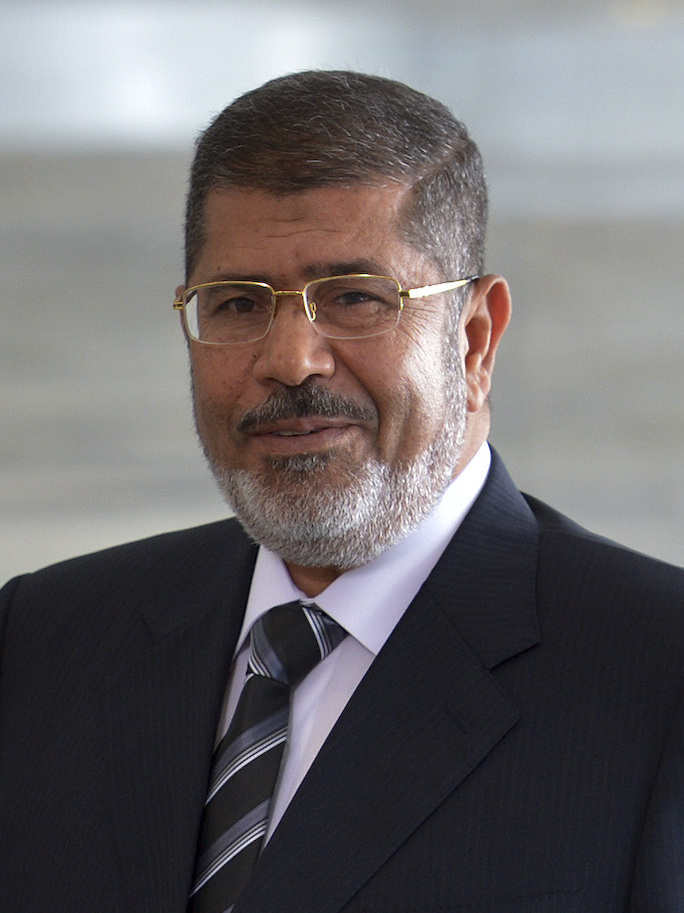
Tổng thống Mohamed Morsi

Vào ngày 30 tháng 6 năm 2013, nhân ngày kỷ niệm một năm tổng thống Ai Cập Mohamed Morsi lên nắm quyền, hàng trăm ngàn người phản đối khắp mọi nơi ở Ai Cập đòi hỏi ông ta từ chức ngay lập tức vì những diễn tiến về chính trị, kinh tế, và xã hội trong nhiệm kỳ của ông ta. Tại Cairo, hàng chục ngàn người tập trung tại công trường Tahrir Square và bên ngoài của dinh tổng thống Heliopolis, trong khi những cuộc biểu tình khác cũng được tổ chức tại Alexandria, Port Said và Suez. Các cuộc biểu tình hầu như rất yên bình, trở thành bạo động khi 5 người phản đối Morsi bị giết chết. Cùng thời gian đó, những người ủng hộ Morsi tụ tập diễn hành tại khu phố Nasr City, một quận của Cairo.

Vào buổi sáng ngày 1 tháng 7, những người phản đối Morsi cướp phá cơ sở chính của phong trào Anh em Hồi giáo tại Cairo. Những người phản đối ném đồ đạc vào cửa sổ và cướp phá tòa nhà này. Bộ Y tế Ai Cập chứng nhận là 8 người đã chết trong các cuộc đụng độ chung quanh cơ sở này tại Mokattam.
Các cuộc biểu tình rộng lớn đã được hoạch định bởi phong trào Tamarod, một phong trào của các thường dân mà đã tuyên bố họ đã thu nhận được 22 triệu chữ ký cho một kiến nghị kêu gọi tổng thống Morsi từ chức. Tamarod được thành lập vào tháng tư 2013 bởi các thành viên của phong trào đổi mới Ai Cập (Egyptian Movement for Change), mà đã hình thành vào năm 2004 để làm áp lực đưa tới những đổi mới về chính trị dưới sự cai trị của cựu tổng thống Hosni Mubarak. Vào tháng hai 2011, Mubarak bị tước quyền sau 18 ngày biểu tình rộng lớn, chấm 29 năm trị vì của ông ta.

Trong cuộc tranh giành quyền lực kỳ này có 2 phe đối nghịch với nhau: Một bên là những người cho mình có bổn phận bảo đảm cho một chính quyền phi tôn giáo, chống lại phe kia, đồng ý cho việc hồi giáo hóa xã hội từ phía trên xuống.

## Phản đối

### Tháng 7

#### Ngày 2 Tháng 7
Khi trời sập tối thì bạo động trở lại trên những đường phố của Ai Cập. Trong các cuộc đụng độ giữ phe đối lập và phe thân chính phủ Morsi vào tối thứ ba ít nhất 7 người chết vài chục người bị thương. Trong số những người bị thương, nhiều người bị nguy hiểm đến tính mạng vì vết thương do súng đạn.
Theo báo chí Ai Cập thì bạo động bắt nguồn kể từ hai phía. Tại thành phố Banha phía Bắc của Cairo phe đối lập tấn công văn phòng của phong trào "Anh em Hồi giáo" tại đây và đốt cháy nó. Tại Helwan, ở bìa phía Nam của thủ đô Ai Cập, những người hâm mộ Morsi đã nhả súng vào chỗ tập hợp của phe đối lập làm bị thương nhiều người. Tại nhiều thành phố cảnh sát phải dùng hơi cay để tách rời các phe xung đột lẫn nhau. Tại trung tâm Cairo hai bên cũng đã đụng độ với nhau. Những người hỗ trợ phong trào "Anh em Hồi giáo" mang vũ khí đã lọt vào khu vực trường đại học. 
Chỉ riêng tại Cairo tụ tập vào tối thứ ba tổng cộng khoảng vài trăm ngàn người. Phe chống chính phủ tụ tập tại công trường Tahrir, Phe ủng hộ tổng thống Morsi tập hợp tại công trường trước đại học và chung quanh Rabaa-al-Adawija-Moschee ở phía Đông tại Nasr City.

#### Bạo lực tình dục trong các vụ biểu tình
Ít nhất 91 phụ nữ là nạn nhân của bạo lực tình dục tại Công trường Tahrir trong thời gian biểu tình, Human Rights Watch cho biết, 46 vụ vào ngày chủ nhật, 17 vào ngày thứ hai and 23 ngày thứ ba, và 5 vụ vào thứ sáu tuần trước. Một nữ ký giả người Hà Lan cũng là nạn nhân một vụ hiếp dâm bởi 5 người đàn ông tại Công trường Tahrir vào tối thứ sáu.

## Phản ứng

### Tháng 7

#### Ngày 1 Tháng 7
Vào ngày 1 tháng 7, Quân đội Ai Cập ra tối hậu thư 48 tiếng cho các đảng phái chính trị có cơ hội tới ngày 3 tháng 7 để giải quyết các đòi hỏi của người dân Ai Cập. Quân đội Ai Cập dọa là sẽ can thiệp nếu tranh cãi không được giải quyết cho tới ngày đó. 4 bộ trưởng đã từ chức trong ngày, bao gồm bộ trưởng Du lịch Hisham Zazou, Viễn thông và Công nghệ Thông tin Atef Helmi, Tư pháp Hatem Bagato và Môi trường Khaled Abdel Aal. Vào tối hôm đó thêm cả bộ trưởng Bộ Ngoại giao Mohamed Kamel Amr. Coi như nội các Ai Cập bây giờ chỉ còn những người của tổng thống Morsi từ phong trào Muslim Brotherhood (Anh em Hồi giáo).

#### Ngày 2 Tháng 7
Vào ngày 2 tháng 7, tổng thống Morsi từ chối tối hậu thư 48 tiếng của quân đội, nói là ông sẽ theo chương trình riêng hòa giải dân tộc của mình để giải quyết cuộc khủng hoảng chính trị. Cũng trong ngày này Tòa Phúc thẩm Tối cao đã phán xử, giao quyền trở lại cho viện trưởng viện kiểm sát tối cao Abdel Maguid Mahmoud, mà đã bị Morsi thay thế bởi Talaat Abdallah vào ngày 22, tháng 11 năm 2012. Phát ngôn viên tổng thống và phát ngôn viên của nội các cũng đã từ chức.

Vào đêm ngày 2 tháng 7 Morsi tuyên bố trong một diễn văn trên đài truyền hình, ông, vì được bầu một cách dân chủ, sẽ bảo vệ chức vụ của mình cho dù có thể thiệt hại tính mạng".

#### Ngày 3 Tháng 7
- Ngân hàng Trung ương ra lệnh đóng cửa các nhà băng.
- Đến lúc tối hậu thư gần hết thời hạn quân đội đã chiếm đóng đài truyền hình quốc gia"[18].
- Các đại diện của phi trường xác nhận tin của hãng thông tấn xã AFP, là có lệnh phải ngăn cản không cho Morsi và những lãnh tụ phong trào "Anh em Hồi giáo" trong đó có Mohammed Badie và đại diện cho ông ta, ông Chairat al-Tschater đi ra khỏi nước.

## Đảo chính

#### Ngày 3 Tháng 7
Vào buổi chiều quân đội đã tước quyền của tổng thống Morsi và áp đặt một chính quyền chuyển tiếp. Bộ trưởng quốc phòng và cũng là người chỉ huy quân đội, Abd al-Fattah as-Sisi, cho biết, hiến pháp mới mà gây nhiều tranh cãi tạm thời sẽ không có hiệu lực và sau một thời gian chuyển tiếp sẽ có bầu cử tổng thống và quốc hội lại. Chủ tịch của tòa án hiến pháp, Adli Mansur, theo như lời của Al-Sisis sẽ tạm thời lãnh đạo quốc gia.

Tổng thống Morsi đã bị đưa ra khỏi dinh tổng thống, được cho rằng đang bị giữ tại doanh trại quân đội tại Cairo.

### 9.-14. tháng 7

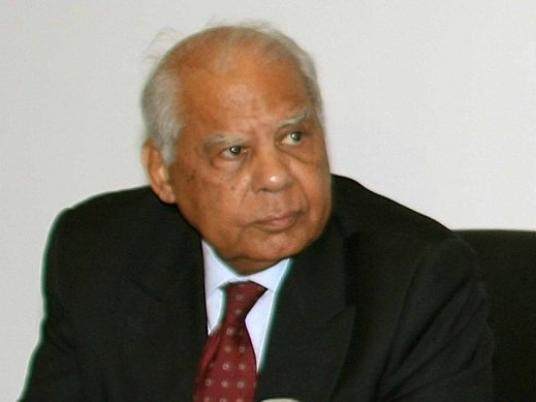
Hasim al-Beblawi trở thành thủ tướng lâm thời.

Vào ngày 9. tháng 7 cựu bộ trưởng Tài chính và chuyên gia về kinh tế Hasim al-Beblawi được chọn làm thủ tướng lâm thời. Mohammed el-Baradei trở thành phó tổng thống chịu trách nhiệm cho liên hệ ngoại giao.

Tuy nhiên việc lập chính quyền gặp nhiều khó khăn. Vào ngày 11. tháng 7, Belabwi giải thích, một vài chức vụ bộ trưởng còn cần phải thảo luận thêm, ông ta dự đoán là sẽ hoàn thành vào cuối ngày 15 tháng 7. Ông ta sẵn sàng chấp nhận có sự tham dự của phong trào "Anh em Hồi giáo" vào chánh phủ, nhưng nhóm này từ chối ngay lập tức, với lý do là chính phủ lâm thời không hợp pháp và phải trả lại chính quyền cho Morsi.

### 15. tháng 7
Vào tối ngày 15.07 trong những sự va chạm giữa phe ủng hộ nguyên tổng thống Morsi và cảnh sát tại Cairo, 7 người đã thiệt mạng, 22 người khác bị thương, và 400 người bị tạm giam. Các cuộc biểu tình ủng hộ Morsi cũng xảy ra tại các thành phố khác. Những người xuống đường tuyên bố là họ sẽ tiếp tục cho tới khi Morsi được thả ra.

## Phản ứng quốc tế

### Trước khi nổ ra
Đoàn thể quốc tế
- Liên Hợp Quốc - người phát ngôn Eduardo del Buey của Liên Hợp Quốc cho biết rằng trong khi hầu hết các cuộc biểu tình xảy ra một cách yên bình, "các cuộc tường thuật về số lượng người chết và bị thương, về các cuộc xâm phạm tình dục các nhà biểu tình là phụ nữ, cũng như các hành động phá hoại tài sản phải bị lên án mạnh mẽ."[30]

Các quốc gia và lãnh thổ
- Syria - Bộ trưởng Bộ Thông tin Omran al-Zoubi nói rằng cuộc khủng hoảng chính trị tại Ai Cập chỉ có thể vượt qua được nếu Morsi nhận ra rằng những người dân Ai Cập với số lượng áp đảo đó không chấp nhận sự hiện diện của ông và muốn ông cách chức. Vào ngày 3 tháng 7, Omran al-Zoubi gọi tổ chức Anh em Hồi giáo là một tổ chức "khủng bố" và là "công cụ của Mỹ".[31]
- Anh - Thủ tướng David Cameron tuyên bố trong Viện Thứ dân vào ngày 3 tháng 7 rằng: "Chúng ta nên yêu cầu các bên giữ bình tĩnh và ngừng leo thang bạo lực, và đặc biệt là hành vi xâm phạm tình dục", rằng Vương quốc Anh không "ủng hộ bất cứ nhóm hay Đảng nào. Điều chúng ta nên ủng hộ là các tiến trình dân chủ đúng đắn và chính phủ hợp thức theo đồng thuận."[32]
- Hoa Kỳ – Tổng thống Barack Obama nhận định vào ngày 1 tháng 7 trong một cuộc họp báo tại Tanzania rằng: " Điều ưu tiên thứ nhất của chúng ta là các tòa đại sứ và các tòa lãnh sự được bảo vệ. Thứ hai là tiếp tục đòi hỏi tất cả các phe phái tham dự, bất kể người của đảng ông Morsi hay phe đối lập, phải giữ yên ổn. Và mặc dù chúng ta chưa thấy những bạo động mà mọi người lo sợ sẽ xảy ra, cái nguy cơ vẫn còn đó, bởi vậy mọi người phải kiềm chế mình..."[33]

Khác
- Tổ chức Theo dõi Nhân quyền đã cảnh báo rằng có xảy ra các vụ xâm phạm tình dục trong lúc diễn ra các cuộc biểu tìnhh.[34][35] Trong ba ngày đầu tiên của tháng, các nhà hoạt động nữ quyền đã tường thuật lại rằng có 43 vụ xâm phạm tình dục được khẳng định đã xảy ra với nữ giới trong và ngoài nước.[36]

### Sau khi nổ ra
Đoàn thể quốc tế

Thành viên Liên minh châu Phi sau khi với Ai Cập bị đình chỉ tư cách thành viên.

- Liên minh châu Phi - Một tuyên bố của Liên minh này ghi nhận rằng lãnh đạo của Liên minh, bà Nkosazana Dlamini-Zuma, "quan sát thấy rằng cuộc lật đổ chế độ Morsi là sự vi phạm quyền hạn quy định trong hiến pháp Ai Cập và được liệt vào hiến chương Liên minh châu Phi về thay đổi chính phủ vi hiến. [Hội đồng Hoà bình và An ninh (PSC)] sẽ cân nhắc về tình trạng của Ai Cập và đưa ra những quyết định cần thiết."[37] Thông tin thêm về nhận định của Dlamini-Zuma là "bà ấy đang đặc biệt quan tâm về sự căng thẳng lan rộng khắp đất nước và những nguy cơ mà tình trạng này phải đối mặt với vấn đề ổn định và an ninh tại Ai Cập, cũng như sự vững chắc của tiến trình dân chủ. Lập trường nguyên tắc của Liên minh châu Phi về thay đổi chính phủ vi hiến" nhấn mạnh nhu cầu "tìm một câu trả lời thích hợp cho khát vọng dân chủ trong khuôn khổ pháp lý và hiến pháp Ai Cập."[38] Tiếp sau cuộc tranh luận vào ngày 5 tháng 7,[37] Hội đồng Hoà bình và An ninh quyết định đình chỉ tư cách thành viên của Ai Cập vì cuộc đảo chính và cho biết Hội đồng đang gửi một nhóm người có "tư cách phẩm chất đặc biệt" để làm công tác phục hồi trật tự hiến pháp.[39]
- Liên minh châu Âu - Đại diện cấp cao của Liên minh về Vấn đề Ngoại giao và Chính sách An ninh Catherine Ashton cho biết: "Tôi sẽ thúc đẩy mọi phía để nhanh chóng trả lại tiến trình dân chủ, bao gồm tự do đất đai, bầu cử quốc hội và tổng thống một cách công bằng cùng với sự tuân thủ hiến pháp, được tiến hành trong một động thái bao quát, từ đó có thể cho phép đất nước phục hồi và hoàn thành tiến trình chuyển đổi dân chủ. Tôi hy vọng rằng nhà lãnh đạo mới sẽ hiệu quả và lập lại được sự quan trọng của việc đảm bảo sự tôn trọng các quyền cơ bản, tự do cơ bản, và luật pháp sẽ giữ cho cơ quan này chịu trách nhiệm về điều này. Tôi cực lực lên án mọi hành vi bạo lực, gửi lời chia buồn đến những gia đình của nạn nhân, và thúc đẩy lực lượng an ninh làm mọi thứ trong khả năng của mình để bảo vệ mạng sống cũng như các sự xâm phạm đối với những công dân Ai Cập. Tôi kêu gọi các bên hãy kềm chế hết mức có thể."[40] Trong chuyến viếng thăm đến Cairo, Ashton đã gặp gỡ tổng thống lâm thời, Adly Mansour, nhưng bà cho biết rất tiếc đã không thể gặp được Morsi. Bà nói: "Tôi tin rằng ông ấy nên được thả ra. Tôi được tin rằng ông ấy vẫn khoẻ. Tôi rất muốn gặp ông ấy."[41] Trước khi tới Ai Cập bà đã kêu gọi "thực hiện một chương trình hoàn toàn hòa giải, bao gồm tất cả các đảng phái chính trị kể cả đảng Huynh đệ Hồi giáo, và chương trình này phải đưa tới một cuộc bầu cử mới càng sớm chừng nào càng tốt."[42]
- Liên Hợp Quốc - Tổng Thư ký Ban Ki-moon cho biết: "Vào thời điểm căng thẳng cao độ và bất ổn tại đất nước, tổng thư ký lặp lại yêu cầu bình tĩnh, bất bạo động, đàm thoại và kềm chế. Một giải pháp toàn diện là điều cần thiết để giải quyết các nhu cầu và mối quan tâm của tất cả người Ai Cập. Bảo toàn các quyền cơ bản, bao gồm tự do ngôn luận và tập hợp vẫn có tầm quan trọng sống còn. Trong cuộc biểu tình của họ, nhiều người Ai Cập đã lên tiếng bày tỏ sự thất vọng sâu sắc và mối quan tâm chính đáng. Đồng thời, sự can thiệp quân sự vào công việc của bất kỳ nhà nước đều đáng lo ngại. Do đó, cốt yếu cần nhanh chóng củng cố quy tắc dân sự theo nguyên tắc dân chủ."[40] Ông cũng kêu gọi "phục hồi nhanh chóng quy tắc dân sự."[43] Ông trao đổi với Bộ trưởng Bộ Ngoại giao Ai Cập Nabil Fahmy và "kêu gọi kết thúc mọi hành vi bạo lực, đặc biệt là xâm phạm tình dục phụ nữ."[44] Cao ủy Nhân quyền Navi Pillay kêu gọi tất cả các bên cùng thực hiện nỗ lực khôi phục lại bình tĩnh bằng cách bảo đảm nhân quyền của tất cả công dân được tôn trọng và bảo vệ, cũng như được củng cố trong luật lệ vững chắc. Bà cũng kêu gọi Ai Cập chấm chứt việc tùy tiện bắt giữ.[45]

Các quốc gia và lãnh thổ
- Argentina - Bộ Ngoại giao đã ban hành một văn bản tuyên bố rằng: "chính phủ Argentina có mối quan tâm về những sự kiện gần đây ở Ai Cập đã dẫn đến sự gián đoạn của quá trình dân chủ, truất quyền của chính quyền hợp pháp, và tình hình chính trị và xã hội phức tạp."[46]
- Úc - Thủ tướng Kevin Rudd kêu gọi nhanh chóng trở lại nền dân chủ ở Ai Cập và nâng cao cảnh báo du lịch quốc gia Ai Cập lên mức thứ nhì của quốc gia.[47]
- Bahrain - Vua Hamad bin Isa Al-Khalifa viết cho người đồng nhiệm Ai Cập, Adly Mansour, "Với niềm vinh dự to lớn, chúng tôi nhân cơ hội này chúc mừng ông đã giành được dây cương quyền lực ở Ai Cập vào thời điểm quan trọng trong lịch sử. Chúng tôi tin rằng ông sẽ lãnh nhận trách nhiệm để đạt được nguyện vọng của người Ai Cập."[38]
- Canada - Tổng thống John Baird kêu gọi "một hệ thống dân chủ minh bạch, tôn trọng tiếng nói của công dân." Phát ngôn viên của Bộ Ngoại giao gọi việc lật đổ Tổng thống Morsi là một "hành động táo bạo" (coup).[48]
- Trung Quốc - Phát ngôn viên Bộ Ngoại giao Hua Chunying cho biết: "Trung Quốc tôn trọng sự lựa chọn của người dân Ai Cập. Chúng tôi cũng hy vọng rằng tất cả các bên liên quan ở Ai Cập có thể tránh sử dụng bạo lực và giải quyết đúng đắn các tranh chấp thông qua đối thoại và tham vấn và thực hiện hòa giải và ổn định xã hội.".[43]
- Đức - Ngoại trưởng Guido Westerwelle phát biểu: "Đây là một trở ngại lớn cho nền dân chủ ở Ai Cập. Ai Cập nên mau chóng phục hồi các trật tự hiến pháp càng nhanh càng tốt. Có một nguy cơ thực tế rằng quá trình chuyển đổi dân chủ ở Ai Cập sẽ bị thiệt hại nghiêm trọng."[40]
- Tunisia - Một đảng viên đảng Ennahda, đại biểu của quốc hội Tunisia nói, phong trào Anh em Hồi giáo của Ai Cập và đảng Hồi giáo cầm quyền Ennahda ở Tunisia khác nhau về đường lối thực hiện các chính sách của họ, mặc dù họ có một "chương trình" như nhau. "Chúng tôi chấp nhận phe đối lập trong chính phủ của chúng tôi, họ thì không. Chúng tôi cởi mở sẵn sàng đối thoại, và tiến bộ hơn."

Nhóm đoàn thể chính trị phi quốc gia
- Al-Qaeda - Lãnh đạo Ai Cập của tổ chức Al-Qaeda, Ayman al-Zawahiri, bình luận trong một video phát hành trên mạng, bày tỏ sự chỉ trích những người Hồi giáo đã đánh mất quyền lực và không thống nhất để thực hiện Sharia. Ông nói: "Cuộc chiến vẫn chưa kết thúc, nó mới chỉ bắt đầu... các quốc gia Hồi giáo phải bỏ ra những nạn nhân và kẻ hy sinh để đạt được những gì họ muốn và khôi phục lại quyền lực từ chính quyền thối nát trị vì Ai Cập."[49]